# Diferenças entre o esperanto e o ido
Este artigo busca esclarecer as principais diferenças entre as línguas Esperanto e Ido, as quais têm um tronco comum, embora tenham evoluído de forma separada. O Ido foi desenvolvido no início do século XX, após uma cisão entre os que acreditavam que o Esperanto tinha falhas inerentes que o impediam de se tornar uma língua auxiliar internacional apropriada, e aqueles que achavam que o Esperanto era eficiente do jeito que era, e que o interminável filosofar a respeito da língua apenas a enfraqueceria.
As duas línguas se mantêm próximas, e de certa forma são mutuamente inteligíveis. Uma peça teatral em italiano que foi escrita com diálogos em dois diferentes dialetos foi traduzida com o Esperanto e o Ido representando estes dois dialetos. Da mesma forma que os dialetos frequentemente servem como fontes para novas palavras na literatura de línguas dos povos, o Ido também contribuiu com muitos neologismos para o Esperanto (especialmente nas substituições poéticas para palavras longas que usam o prefixo mal-).

## Comparação lingüística
O Esperanto se baseia no livro Fundamento de Esperanto escrito por L. L. Zamenhof, enquanto a gramática do Ido está detalhadamente explicada no livro Kompleta Gramatiko Detaloza.

### Morfologia
É na Morfologia que estão as maiores diferenças entre as duas línguas. Ambas têm as mesmas regras gramaticais no tocante aos substantivos (terminados com -o), adjetivos (terminados com -a) e muitos outros aspectos. No entanto, a relação entre substantivos, verbos e adjetivos passou por várias mudanças com o Ido, baseadas no princípio da reversibilidade. Nas duas línguas se pode notar uma relação direta entre as palavras multa "muito" e multo "uma grande quantidade" simplesmente trocando o sufixo adjetival -a pelo sufixo nominal -o, ou vice-versa.
Algumas pequenas diferenças incluem a perda da concordância do adjetivo e a mudança na forma do plural com a retirada do -j aglutinado ao sufixo, e a substituição do sufixo terminal -o por um -i. Desta forma, em Esperanto belaj hundoj ("belos cães") se torna em Ido simplesmente bela hundi. O Ido também eliminou o objeto direto final -n de frases onde o sujeito precede o objeto, assim a frase em Esperanto mi amas la belajn hundojn ("Eu amo os cachorros bonitos") se torna em Ido me amas la bela hundi.
No entanto, os Esperantistas afirmam que a concordância do adjetivo com o nome torna possível uma maior liberdade na organização das palavras, e de certa forma uma redundância maior. Em alguns casos, o inglês e o Esperanto de fato têm a mesma quantidade de redundância, o inglês por sua conjugação verbal em terceira pessoa, e o Esperanto por causa da concordância nome-adjetivo. Já o Ido, que não tem nenhuma destas, não tem aquela redundância.
Diferenças maiores aparecem, no entanto, com a derivação de muitas palavras. Por exemplo, em Esperanto, a palavra krono significa "coroa", e substituindo o sufixo nominal o pelo verbal i se obtém por derivação o verbo kroni "coroar". Entretanto, se alguém começar com o verbo kroni, "coroar", e substituir o sufixo verbal i pelo nominal o para criar um substantivo, o resultante não seria a palavra "coroação", mas sim o original "coroa". Isto é porque o radical kron- é inerentemente um nome: com o sufixo nominal -o a palavra simplesmente significa a coisa em si, enquanto o sufixo verbal -i significa uma ação feita com a coisa. Para obter a palavra que significa a execução da ação "coroar" ("coroação") é necessário usar o sufixo -ado, que retém a ideia verbal, de ação, embora se deva reconhecer que este sufixo, que fundamentalmente indica ação repetida ou prolongada, perde aqui o seu significado fundamental, visto que uma coroação não é necessariamente um ato prolongado ou repetido. Assim, é necessário saber qual é a raiz de cada uma das palavras em Esperanto.
O Ido introduziu alguns sufixos na tentativa de tornar mais clara a morfologia de uma dada palavra, de tal forma que não se tornasse necessário memorizar sua raiz. No caso da palavra krono "coroa", o sufixo -izar "cobrir com" é acrescido para criar o verbo kronizar "coroar". Deste verbo é possível remover o sufixo verbal -ar e o substituir com o nominal -o, criando a palavra kronizo "coroação". Ao não permitir que um nome seja usado diretamente como verbo, tal como permite o Esperanto, as raízes verbais do Ido podem ser reconhecidas sem a necessidade de memorizá-las.
Entretanto esta solução é apenas parcial, e com outras derivações ainda faz-se necessário saber as palavras em Ido que servem como raízes. A principal diferença é que o Ido corresponde de forma mais aproximada ao que se espera das línguas românicas, enquanto o Esperanto parece mais influenciado pela semântica eslava. Este aspecto do Esperanto foi simplesmente assumido desta forma por seu inventor, e não foi explicitado quando o Ido surgiu.

### Vocabulário
Apesar de tanto o Esperanto quanto o Ido compartilharem um vasto vocabulário, há muitas diferenças importantes. O Ido usa o alfabeto latino com 26 letras ao todo, sem nenhum acento ou diacrítico especial. De modo oposto, o Esperanto elimina as letras "q", "w", "x" e "y"; e acrescenta "ĉ", "ĝ", "ĥ, "ĵ", "ŝ" e "ŭ". Deixando de lado estas pequenas diferenças de grafia, o Ido consegue corrigir aquelas que foram percebidas como deficiências do Esperanto.
Entretanto, o Ido não consegue ter a plena correspondência de "uma letra, um fonema" que o Esperanto tem, e usa três dígrafos qu, sh e ch. A correspondência "uma letra, um fonema" tem sido usada por quase todas as línguas planejadas visando facilitar o aprendizado. Os falantes de Esperanto, entretanto, podem usar "cx", "gx", "hx, "jx", "sx" e "ux" como dígrafos, que não estão previstos no Fundamento, apesar de preferirem não usá-los quando assim é possível. O Dr. Zamenhof usava "ch", "gh", "hh", "jh", "sh" e "u". Foi o advento dos computadores que substituiu a letra "x", uma vez que ela não existe em Esperanto.

#### Internacionalmente
Os criadores do Ido achavam que muito do Esperanto era ou internacionalmente irreconhecível, ou desnecessariamente deformado. O Ido busca corrigir isto com radicais de palavras considerados mais "internacionais" ou mais "corretos". Isto pode se dar algumas vezes às custas dos processos de construção simplificados do Esperanto. A seguir temos alguns exemplos, primeiramente em Esperanto e em seguida em Ido, com os sinônimos em inglês, francês, alemão, italiano, espanhol e português para comparação:
| Esperanto | Ido         | Inglês      | Francês       | Alemão         | Italiano      | Espanhol         | Português     |
| --------- | ----------- | ----------- | ------------- | -------------- | ------------- | ---------------- | ------------- |
| bubalo    | bufalo      | buffalo     | buffle        | Büffel         | bufalo        | búfalo           | búfalo        |
| ĉelo      | celulo      | cell        | cellule       | Zelle          | cellula       | célula           | célula        |
| ĉirkaŭ    | cirkum      | around      | autour de     | ungefähr/circa | circa         | alrededor        | cerca de      |
| dediĉi    | dedikar     | to dedicate | dédier        | widmen         | dedicare      | dedicar          | dedicar       |
| edzo      | spoz(ul)o   | husband     | époux         | Ehemann        | sposo         | esposo           | esposo        |
| elasta    | elastika    | elastic     | élastique     | elastisch      | elastico      | elástico         | elástico      |
| estonteco | futuro      | future      | futur         | Zukunft        | futuro        | futuro           | futuro        |
| kaj       | e(d)        | and         | et            | und            | e(d)          | y/e              | e             |
| lernejo   | skolo       | school      | école         | Schule         | scuola        | escuela          | escola        |
| limo      | limito      | limit       | limite        | Limit          | limite        | límite           | limite        |
| maĉi      | mastikar    | to chew     | mâcher        | kauen          | masticare     | masticar         | mastigar      |
| mencii    | mencionar   | to mention  | mentionner    | erwähnen       | menzionare    | mencionar        | mencionar     |
| nacio     | naciono     | nation      | nation        | Nation         | nazione       | nación           | nação         |
| penti     | repentar    | to repent   | repentir      | bereuen        | pentirsi      | arrepentirse     | arrepender-se |
| ŝipo      | navo        | ship        | bateau/navire | Schiff         | barca         | barco/nave/navio | barco/navio   |
| taĉmento  | detachmento | detachment  | détachement   | Trennung       | distaccamento | destacamento     | destacamento  |
| vipuro    | vipero      | viper       | vipère        | Viper          | vipera        | víbora           | víbora        |

Note que 5 das línguas escolhidas neste comparativo são línguas românicas e que o inglês também possui muitas influências do francês e do latim. Em comparação, o Esperanto é de certo modo mais influenciado pelo vocabulário germânico e pela semântica eslava, e dá prioridade à composição de novas palavras com o acréscimo de afixos.

#### Afixos
O Ido postula que o prefixo mal- (criando uma palavra com o significado diametralmente oposto à palavra-raiz) no Esperanto é excessivamente utilizado, e que isto pode ser inapropriado uma vez que ele possui significados negativos, depreciativos, em muitas línguas, e propõe des- como alternativa em alguns casos. O Ido também usa uma série de palavras opostas no lugar de um prefixo. Por exemplo, ao invés de malbona ("ruim", o oposto de bona, "bom"), o Ido usa mala; ou ao invés de mallonga ("curto", o oposto de longa, "longo/a"), kurta. Uma das razões apresentadas para isto é tornar a fala mais inteligível: o primeiro livro de gramática do Ido afirma que uma das razões para adotar a palavra de origem latina sinistra para "esquerdo" ao invés de maldextra (mal- somado à palavra dextra, ou dekstra, para "direito") é que freqüentemente apenas a última ou as duas últimas sílabas são escutadas e entendidas quando se grita uma palavra.
O Ido não diferencia o gênero masculino em uma palavra. Por exemplo, frato significa "irmão do sexo masculino" em Esperanto, porém "irmão" (independente do gênero, masculino ou feminino) em Ido. O Ido usa os sufixos -ino ("feminino", usado como no Esperanto) e -ulo ("masculino", porém não deve ser confundido com o mesmo sufixo em Esperanto que significa "pessoa"). Assim, "irmã" fica fratino (da mesma forma que em Esperanto), porém irmão é fratulo. Para alguns grupos há três palavras separadas: patro ("pai"), matro ("mãe"), e genitoro ("genitor/a"). Compare isto com o Esperanto patro, patrino e gepatroj, respectivamente. A última é especialmente difícil em Esperanto, uma vez que o prefixo ge- significa "os dois gêneros juntos" e é intrinsecamente um plural, significando assim "genitores" ao invés de "genitor". Pode-se dizer unu el la gepatroj, "um dos pais/genitores". No entanto há um sufixo não oficial em Esperanto que significa "masculino": -iĉo-, mas que é raramente utilizado.

#### Correlativos
O Ido não usa a tabela regular de correlativos tal como o Esperanto, porém usa radicais derivados do Latim. Desta forma, a palavra em Esperanto kio equivale à palavra em Ido quo, "o que", "o qual". Em Esperanto tie, tem o equivalente em Ido ibe, "ali", etc.

### Nomes próprios
O Esperanto pode ou não "Esperantizar" nomes próprios e prenomes, dependendo de vários fatores. A maioria dos nomes próprios de origem européia tem equivalentes em Esperanto, assim como o nome da maioria das cidades e de todos os países. O Ido, por outro lado, trata a maioria dos nomes próprios como palavras estrangeiras, e não as converte ou traduz ao Ido.

#### Nomes padrão
Tal como dissemos anteriormente, a maioria dos prenomes europeus têm equivalentes em Esperanto: "John"/"João"/"Giovanni" é Johano, "Alexander"/"Alexandre"/"Alessandro" é Aleksandro, etc. Como em algumas culturas o sobrenome antecede o prenome, e em outras é o oposto, é prática entre vários escritores em Esperanto escrever os sobrenomes em letra maiúscula, apesar disso não ser comum em publicações. "John Smith" seria assim grafado "John SMITH" ou "Johano SMITH". A maioria dos nomes não ocidentais não têm equivalentes e são transcritos de forma mais próxima possível da ortografia em Esperanto.
O Ido, por outro lado, simplesmente deixa o nome como ele é: "John Smith" é "John Smith" também em Ido. Nomes próprios de línguas que não usam o alfabeto latino são transcritos o mais foneticamente possível. O Ido não usa caixa alta para nomes próprios.

#### Nomes de lugares
A maioria dos países têm seus próprios nomes em Esperanto. O sistema de derivação, porém, é em alguns casos complexo. No caso dos países do Velho Mundo, onde o país recebe o nome de um grupo étnico, a raiz principal da palavra para denominá-lo é o nome daquele grupo étnico: anglo é um inglês; franco é um francês (franco). Originalmente, os nomes dos países foram criados com a adição do sufixo -ujo (que contém), assim, Inglaterra e França se tornariam em Esperanto Anglujo e Francujo respectivamente (literalmente, "um local cheio de ingleses/franceses"). Mais recentemente, o Esperanto adotou -io como sufixo nacional, criando assim nomes mais sintonizados com as práticas padrão internacionais, e menos estranhos: Anglio, Francio.
No Novo Mundo, onde os povos são denominados de acordo com seus países de origem, o nome do país é a palavra principal, e o nome de seus habitantes deriva daqueles: Kanado ("Canadá"), kanadano ("Canadiano"/"Canadense").
Os nomes de cidades podem ou não ter equivalentes em Esperanto: Londono para Londres, Nov-Jorko para New York/Nova Iorque. Nomes de lugares pouco conhecidos, ou que se tornariam irreconhecíveis se fossem modificados normalmente são grafados em suas formas originais: "Cannes" normalmente é grafada "Cannes".
Em Ido, os nomes dos países devem ficar de acordo com a ortografia da língua, mas em outros casos permanecem na sua forma original: Europa, Peru, Amerika. Os nomes de cidades são tratados como palavras estrangeiras (London), exceto quando parte de seu nome é uma palavra comum ou um adjetivo: Nov-York (Nov para nova, ou "new", porém o nome local York não sofre a mutação que ocorre no Esperanto "Nov-Jorko"). Esta não é uma regra rígida porém, e grafar New York também é aceitável, da mesma forma que escrever Köln para a cidade alemã de Colônia. Carolina do Sul se torna Sud-Karolina. Porém, digamos, um pequeno rio chamado "Schwarz" (negro) não é transcrito em português "rio negro" apesar de schwarz ser a palavra alemã para preto. De forma semelhante, uma cidadezinha com o nome "Battle River" não é traduzida em português como "Rio da Batalha", e também não é transcrita em Ido como "Batalio-rivero". Nestes casos não se faz isto pois transcrever o nome de um local pouco conhecido tornaria quase impossível o reconhecimento deste local na língua original.

## Número de falantes
A estimativa mais confiável para o número de falantes do Esperanto no mundo é de 1,6 milhão, apesar destas estimativas variarem enormemente. Da mesma forma, estimativas para o número de falantes de Ido são pouco precisas, de apenas 500 a alguns milhares é o mais comum. É também importante diferenciar o total de falantes do total de apoiadores: as duas línguas se parecem tanto uma com a outra que poucas semanas de estudo são suficientes para o falante de uma entender a outra com pouca dificuldade, e há certo número pessoas que aprenderam o Ido mais por curiosidade porém preferem apoiar o Esperanto por ser mais falado, e vice-versa. O número de participantes nas respectivas conferências internacionais é também bastante diferente: as conferências sobre Esperanto variam de 2000 a 3000 participantes por ano, enquanto as conferências em Ido tiveram entre 13 e 25 participantes na última década. Estas línguas também têm conferências regionais durante o ano numa base bem menos formal, e com um número bem menor de participantes.

## História
A história da relação entre o Esperanto e o Ido é cheia de rivalidades e sentimentos de traição, assim como de grandes mal-entendidos. Muitos Esperantistas se sentiram traídos pelo movimento Ido, e muitos Idistas acham que sua língua não tem o respeito que merece.
Em 1900, Louis Couturat ajudou a criar a Delegação para a Adoção de uma Língua Auxiliar Internacional. Em 1907 em Paris um Comité eleito pela Delegação se encontrou para escolher uma língua auxiliar internacional dentre as muitas candidatas que surgiram. A maioria dos Esperantistas acreditava que o Esperanto iria facilmente vencer. O Comité da Delegação decidiu por unanimidade adoptar o Esperanto, com a condição de nele serem introduzidas algumas modificações consideradas necessárias, de acordo com um projeto apresentado ao Comité, assinado com o pseudónimo Ido. Foi constituída uma Comissão Permanente, que teria como missão estudar as alterações propostas no projeto Ido e decidir, negociando com o Lingva Komitato dos esperantistas, quais as que deveriam ser realmente introduzidas no Esperanto. No entanto, Zamenhof e o presidente do Lingva Komitato, Emile Boirac, recusaram negociar com a Comissão Permanente, por considerarem que o Comité não estava autorizado a alterar qualquer das línguas apresentadas nem a propor a criação de uma nova língua, devendo limitar-se a escolher e aceitar em bloco uma das que tinham sido analisadas durante as sessões. Devido a esta recusa, que na prática significava uma ruptura entre o movimento esperantista e a delegação, a Comissão Permanente decidou continuar os seus trabalhos sem a colaboração dos esperantistas, acabando por dar origem à língua Ido, que a partir desse momento se desenvolveu independentemente do Esperanto. Para agravar ainda mais a tensão entre esperantistas e idistas, Beaufront, que, não fazendo parte do Comité, fora eleito por este como membro da Comissão Permanente, assumiu publicamente, em 1908 a autoria do projeto Ido, o que lhe valeu ser apodado de "traidor"   na imprensa esperantista. No entanto, mais tarde, em 1937, quando os ânimos já estavam definitivamente serenados, e quando o Ido já perdera parte da força que chegou a demonstrar no decénio 1915-1925, Eric Berger publicou, na revista Cosmoglotta, documentos inéditos que provavam ser Couturat o verdadeiro autor do projeto Ido apresentado ao Comité em 1907.
Os Idistas acentuam que muitas das mudanças que o Ido adotou em relação ao Esperanto foram aquelas originalmente propostas pelo próprio Zamenhof em seu Esperanto Reformado, publicado em 1894, as quais foram rejeitadas pela maioria dos falantes desta língua. Os Idistas perceberam que o Esperanto tinha diversas falhas em vários aspectos, e que, ao contrário de uma conspiração contra a língua, as propostas levadas por Courutat eram simplesmente melhorias urgentemente necessárias.

## Amostras das línguas, para comparação
Aqui está o Pai-Nosso em ambas a línguas:
| Versão em Esperanto: Patro nia, kiu estas en la ĉielo, Via nomo estu sanktigita. Venu Via regno, plenumiĝu Via volo, kiel en la ĉielo, tiel ankaŭ sur la tero. Nian panon ĉiutagan donu al ni hodiaŭ. Kaj pardonu al ni niajn ŝuldojn, kiel ankaŭ ni pardonas al niaj ŝuldantoj. Kaj ne konduku nin en tenton, sed liberigu nin de la malbono. Amen. | Versão em Ido: Patro nia, qua esas en la cielo, tua nomo santigesez; tua regno advenez; tua volo facesez quale en la cielo tale anke sur la tero. Donez a ni cadie l'omnadia pano, e pardonez a ni nia ofensi, quale anke ni pardonas a nia ofensanti, e ne duktez ni aden la tento, ma liberigez ni del malajo. Amen. |